# Charles Paget, 6. Marquess of Anglesey

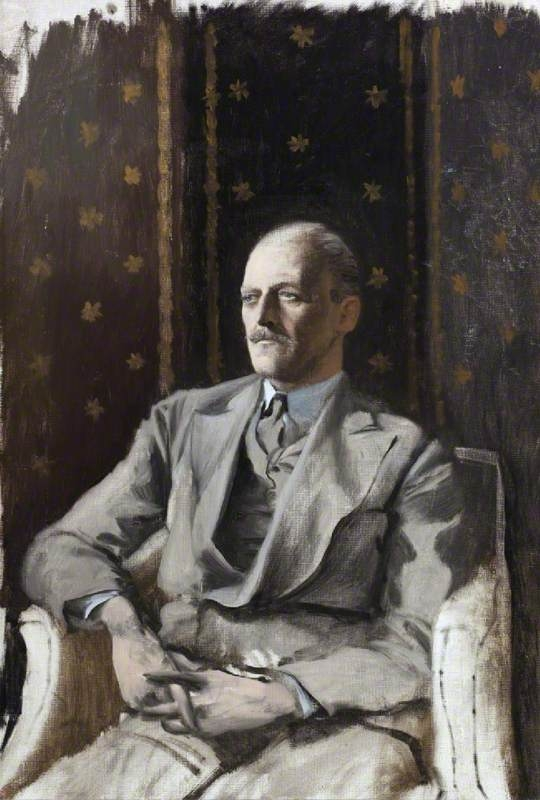
Charles Paget, 6. Marquess of Anglesey. Gemälde von Rex Whistler (1937).

Charles Henry Alexander Paget, 6. Marquess of Anglesey GCVO CStJ (* 14. April 1885 in London; † 21. Februar 1947 in London) war ein britischer Adliger.

## Leben
Charles Paget war der ältere Sohn von Alexander Paget (1839–1896), dem dritten Sohn von Henry Paget, 2. Marquess of Anglesey (1797–1869). Seine Mutter war Hester Alice Stapleton-Cotton (1851–1930), eine Tochter von Wellington Stapleton-Cotton, 2. Viscount Combermere. Paget besuchte das Eton College in der englischen Grafschaft Berkshire und wurde später am Royal Military College in Sandhurst ausgebildet. Als 1905 sein Cousin, Henry Paget, 5. Marquess of Anglesey, ohne Nachkommen im Alter von 29 Jahren starb, erbte er dessen Adelstitel als 6. Marquess of Anglesey, 7. Earl of Uxbridge, 15. Baron Paget und 9. Baronet, of Plas-Newydd. Er wurde dadurch Mitglied des House of Lords.
Seine militärische Laufbahn begann er mit einem kurzen Dienst bei den Royal Horse Guards, wobei er in den Rang eines Captain aufstieg. Zwischen 1911 und 1912 war er Bürgermeister von Burton-upon-Trent. Nach Beginn des Ersten Weltkrieges kehrte er zu den Royal Horse Guards zurück und wurde nach Frankreich an die Westfront abkommandiert. Ab 1914 diente er als Aide-de-camp für Sir John Maxwell, der als Kommandierender General die alliierten Truppen in Ägypten befehligte. 1915 nahm er unter Sir William Birdwood, dem Kommandierenden General der Australian and New Zealand Army Corps, an der Schlacht von Gallipoli teil. 1916 diente er als stellvertretender Militärsekretär erneut unter Sir John Maxwell, der inzwischen Kommandierender Generals in Irland war und den dortigen Osteraufstand niederschlug. Aufgrund seiner Verdienste wurde er 1918 als Offizier des ägyptischen Nil-Ordens und Kommandeur der französischen Ehrenlegion ausgezeichnet.

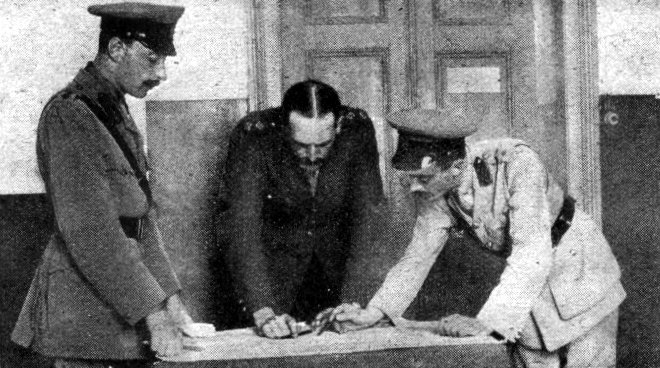
Charles Paget (Mitte) zusammen mit Alexander of Battenberg, dem späteren Alexander Mountbatten, 1. Marquess of Carisbrooke (links) und Captain Walford (rechts) im Hauptquartier der alliierten Streitkräfte in Ägypten 1915.

Von 1922 bis zu seinem Tod 1947 war Charles Paget der Lord Chamberlain of the Household der Queen Consort Mary, der Gemahlin des britischen Königs George V. 1928 wurde er zum Knight Grand Cross des Royal Victorian Order (GCVO) geschlagen. 1931 wurde er als Officer in den Order of Saint John aufgenommen und 1944 zum Commander dieses Ordens (CStJ) erhoben. Während des Zweiten Weltkriegs diente er als Lieutenant Colonel bei der British Home Guard und war von 1942 bis zu seinem Tod Lord Lieutenant von Anglesey.
1912 heiratete er Lady Victoria Marjorie Harriet Manners (1883–1946), eine Tochter des Henry Manners, 8. Duke of Rutland. Sie hatten sechs Kinder:
- Alexandra Mary Cecilia Caroline Paget (1913–1973) ⚭ Sir Michael Duff, 3. Baronet (1907–1980);
- Elizabeth Hester Mary Paget (1916–1980) ⚭ Raimund von Hofmannsthal († 1974);
- Mary Patricia Beatrice Rose Paget (1918–1996);
- Rose Mary Primrose Paget (1919–2005) ⚭ Hon. John McLaren, Sohn Henry McLaren, 2. Baron Aberconway;
- George Charles Henry Victor Paget, 7. Marquess of Anglesey (1922–2013);
- Katharine Mary Veronica Paget (1922–2017) ⚭ (1) Jocelyn Eustace Gurney (1910–1973), ⚭ (2) Charles Farrell (1919–2015).

Bis zum Ersten Weltkrieg lebte Charles Paget hauptsächlich in Beaudesert Hall, dem Anwesen der Familie Paget am Südende des Cannock Chase in der englischen Grafschaft Staffordshire. Die hohe Steuerbelastung nach dem Ersten Weltkrieg führte dazu, dass der Marquess es sich nicht mehr leisten konnte, das Anwesen in Beaudesert zu erhalten. 1920 zog Charles Paget nach Plas Newydd, dem zweiten Wohnsitz der Familie auf der Insel Anglesey in Nordwales, und versuchte das Anwesen in Beaudesert zu verkaufen. 1935 wurde Beaudesert Hall abgerissen und das Baumaterial verkauft.
In den 1930er Jahren beauftragte Charles Paget den Künstler Rex Whistler, ein großes Wandgemälde als Capriccio im Speisesaal von Plas Newydd anzufertigen. Während dieser Zeit freundete sich dieser mit Caroline Paget, der Tochter des Hausherren, an. Wie innig dieses Verhältnis war, konnte bis jetzt nicht geklärt werden. Das Trompe-l’œil-Wandgemälde ist heute eine der Hauptattraktionen des Anwesens. 1947 starb Charles Paget im Alter von 61 Jahren nach einer Operation. Seine Frau Victoria war bereits ein Jahr zuvor verstorben. Ihm folgte als 7. Marquess of Anglesey sein ältester Sohn George Paget.